# Tyrone Kane
Tyrone Edward Kane (nacido el 8 de julio de 1994) es un jugador de críquet irlandés. Fue uno de los once jugadores de críquet que jugó en el primer partido de prueba de Irlanda, contra Pakistán, en mayo de 2018. En diciembre de 2018, fue uno de los diecinueve jugadores a los que Cricket Ireland le otorgó un contrato central para la temporada 2019.

## Carrera internacional
El 18 de junio de 2015, Kane hizo su debut en Twenty20 contra Escocia. En mayo de 2018, fue incluido en un equipo de catorce hombres para el primer Test críquet de Irlanda, que se jugó contra Pakistán ese mismo mes.
El 11 de mayo de 2018, Kane hizo su debut en Test cricket Match con Irlanda, contra Pakistán. En enero de 2020, fue uno de los diecinueve jugadores a los que se les otorgó un contrato central de Cricket Ireland, el primer año en el que todos los contratos se otorgaron a tiempo completo.